# Neocyrtopsis yachowensis
Neocyrtopsis yachowensis is een rechtvleugelig insect uit de familie sabelsprinkhanen (Tettigoniidae). De wetenschappelijke naam van deze soort is voor het eerst geldig gepubliceerd in 1944 door Tinkham.